# Cladochaeta dolichofrons
Cladochaeta dolichofrons är en tvåvingeart som beskrevs av David Grimaldi och Nguyen 1999. Cladochaeta dolichofrons ingår i släktet Cladochaeta och familjen daggflugor. Inga underarter finns listade i Catalogue of Life.